# Cecilia Beaux
Cecilia Beaux (Filadèlfia, Pennsylvania, 1 de maig de 1855 - 17 de setembre de 1942) va ser una pintora retratista de societat estatunidenca, del tipus de John Singer Sargent. Les seues amables representacions de l'aristocràcia nord-americana van fer d'ella una de les més reeixides retratistes de la seua època.

## Biografia

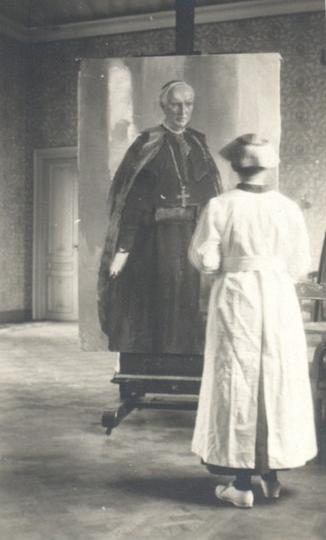
Cecilia Beaux pintant al cardenal Mercier.

Va néixer a Filadèlfia, Pennsylvania, la filla menor d'un fabricant de seda anomenat Jean Adolphe Beaux i de la mestra i institutriu Cecilia Kent Leavitt, que va morir no gaire després de parir. Beaux i la seua germana Etta van ser, per tant, criades per la seua àvia i ties maternes. Als setze anys, Beaux va començar a rebre lliçons d'art amb una parenta, Catharine Ann Drinker, després va estudiar durant dos anys amb el pintor Francis Adolf Van der Wielen. Als divuit anys estava ensenyant a l'Escola de la senyoreta Sanford, fent classes d'art privades, i produint art decoratiu i petits retrats. També va desenvolupar habilitats com a il·lustradora científica, creant dibuixos de fòssils per a Edward D. Cope. Beaux va acudir a l'Acadèmia de Belles arts de Pennsylvania i va estudiar amb William Sartain fins a principis de la dècada dels anys 1880, quan va pintar Els derniers jours d'enfance, un retrat de la seua germana i nebot la composició del qual revelava el seu deute amb James McNeill Whistler. El seu èxit, primer quan es va exposar a Nova York i Filadèlfia, seguit de la seua entrada en el Saló de París de 1887, va animar Beaux a estudiar a París. Allí va estar formant-se en l'Acadèmia Julian i l'Acadèmia Colarossi, estudiant amb els pintors Tony Robert-Fleury i William-Adolphe Bouguereau. A l'estiu de 1888 va treballar a Concarneau amb els pintors nord-americans Alexander Harrison i Charles Lasar, temps en el qual ella va expressar la seua decisió de convertir-se en pintora de retrats.
En tornar als Estats Units el 1889, Beaux va procedir a pintar retrats en el gran estil, prenent com a protagonistes membres de la família de la seua germana, així com l'elit de Filadèlfia. El 1890 va mostrar quadres en l'Exposició de París, i el 1893 obtingué la medalla d'or del Philadelphia Art Club, i també el premi Dodge de l'Acadèmia Nacional de Dibuix de Nova York. El 1895 Beaux es va convertir en la primera dona que va tenir una posició acadèmica regular a l'Acadèmia de Pennsylvania, on ensenyaria dibuix i pintura de retrats durant els següents vint anys. Va obtenir la Medalla Logan de les Arts en l'Institut d'Art de Chicago, i es va convertir en membre de l'Acadèmia Nacional el 1902.
L'any 1900 la demanda d'obres de Beaux va atreure clients de Washington DC i Boston, la qual cosa va fer que l'artista es traslladés a la ciutat de Nova York; allí va ser on va passar els hiverns, mentre estiuejava a Green Alley, la casa i estudi que va fer construir a Gloucester, Massachusetts. Entre els seus retrats hi ha els de Georges Clemenceau; Edith Roosevelt i la seua filla, i l'almirall Sir David Beatty. Els seus retrats Fanny Travis Cochran, Dorothea i Francesca, i Ernesta i el seu germà, són bons exemples de la seua habilitat a l'hora de pintar nens. Ernesta amb la seua institutriu, una d'una sèrie d'assajos d'un blanc lluminós, va ser una composició molt original, aparentment sense precedents. Amb Sita i Sarita va aconseguir la lloança dels crítics als Estats Units i França, i amb el temps va entrar a formar part de la col·lecció del Museu d'Orsay.
Beaux va quedar invàlida després de trencar-se el maluc mentre passejava per París el 1924, i des d'aleshores va pintar poc. El 1930 va publicar una autobiografia, Background with Figuris («Fons amb figures»). La seua vida posterior va estar plena d'honors. El 1930 va ser escollida membre de l'Institut Nacional de les Arts i les Lletres; el 1933 va ingressar a l'Acadèmia Nord-americana de les Arts i les Lletres, que dos anys més tard organitzava la primera gran retrospectiva de la seua obra. També el 1933 Eleanor Roosevelt va honorar Beaux com «la dona nord-americana que havia fet la major contribució a la cultura mundial». El 1942 l'Institut Nacional de les Arts i les Lletres li va atorgar la medalla d'or pels assoliments de tota una vida.
Cecilia Beaux va morir a Gloucester, Massachusetts, a l'edat de 87 anys, i era enterrada a Bala-Cynwyd, Pennsylvania.